# Blitz (programma televisivo)
Blitz è stato un programma televisivo della Rete 2, trasmesso dal 22 novembre 1981 fino al 1984, la domenica pomeriggio alle 15:15.

## Struttura
Il programma, condotto da Gianni Minà e Milly Carlucci (che venne poi sostituita da Carla Urban), era una lunga diretta del pomeriggio domenicale in cui, ogni settimana, un personaggio famoso partecipava alle varie fasi della trasmissione, coadiuvato da collaboratori ed amici. Il lungo contenitore, che si occupava dei temi più disparati, dallo sport alla musica, vedeva Milly Carlucci come showgirl e interprete della sigla. Gli spazi comici erano animati dal gruppo I Gufi: vi erano poi varie rubriche tra cui Il sistemone, sorta di prologo in onda il sabato pomeriggio, dedicato alle schedine del Totocalcio, e A chi tocca, condotta dalla giornalista Stella Pende. 
Il programma ospitò celebrità italiane ma anche straniere come Muhammad Ali, Robert De Niro, Jane Fonda, Betty Faria, Gabriel Garcia Marquez, Léo Ferré.

## Il "caso" Mastelloni
La trasmissione fu al centro di un caso, quando nella puntata del 22 gennaio 1984 Leopoldo Mastelloni, intervistato dall'inviata Stella Pende in collegamento dalla Bussoladomani, lanciò una bestemmia in diretta, dopo una sequela di parolacce. La rubrica della Pende venne sospesa e sia la giornalista sia Mastelloni furono allontanati dalla RAI per alcuni anni.
Il programma stesso, nella sua struttura originale, finì per essere cancellato dal palinsesto al termine della stagione, salvo tornare in onda dal 27 gennaio 1985 fino al termine della stagione come semplice contenitore domenicale pomeridiano (con le rubriche Più sani e più belli, Jolly Goal, Piccoli fans) dal titolo Una Domenica di... Blitz.